# Ruchstock
Il Ruchstock (2.814 m s.l.m. ) è la montagna più alta delle Prealpi di Lucerna e di Untervaldo nelle Prealpi Svizzere. Si trova in Svizzera nel punto di confine tra i cantoni di Uri, Nidvaldo e Obvaldo.

## Descrizione
La montagna è situata ad est di Engelberg ed appena sopra il Rot Grätli (2.559 m), valico che separa le Prealpi Svizzere dalle Alpi Urane.